# Verzorgingsplaats De Fendert
Verzorgingsplaats De Fendert is een Nederlandse verzorgingsplaats gelegen aan de A59 Oss-Serooskerke tussen knooppunt Noordhoek en afrit 24, nabij het plaatsje Fijnaart (gemeente Moerdijk) in West-Brabant.
De Fendert is de lokale naam voor Fijnaart.
Richting Oss: De Tille · Keizershof · Den Hoek · Hespelaar · Labbegat · De Lucht
Richting Serooskerke: De Geffense Barrière · De Sprang · Steelhoven · Streepland · Bazius · De Fendert · De Tille